# Vittangimeer
Het Vittangimeer, Zweeds: Vittangijärvi, is een meer in Zweedse, in de gemeente Kiruna. Het meer is een opvangbekken van beken en rivieren, die van alle kanten toestromen. De grootste zijn de Birtimes en Rienakka. Er liggen ten zuiden van het meer een berg: de Vittangiberg en een gehucht: Vittangijärvi met dezelfde naam.
Afwatering: meer Vittangimeer → Vittangirivier → Torne → Botnische Golf
- Talmasamer driver ren på Vittangijärvi. foto van het meer in de winter